# エクエストリア・ガールズ: キャンタロット高校物語
エクエストリア・ガールズ: キャンタロット高校物語（My Little Pony: Equestria Girls – Magical Movie Night もしくは My Little Pony: Equestria Girls – Tales of Canterlot High）は、アメリカ合衆国とカナダのアニメーション映画。

## キャラクター
ジュニパーモンタージュ（Juniper Montage）
声 - アリ・リーバート

## キャスト
左は英語版、右は日本版。
- トワイライトスパークル - タラ・ストロング/沢城みゆき
- ピンキーパイ - アンドリア・リブマン/三森すずこ
- レインボーダッシュ - アシュレイ・ボール/橘田いずみ
- アップルジャック - アシュレイ・ボール/徳井青空
- ラリティ - タバサ・セント・ジェルマン/佐々木未来
- フラッターシャイ - アンドリア・リブマン/加藤英美里
- サンセットシマー - レベッカ・ショイチェット/小清水亜美
- ジュニパーモンタージュ - アリ・リーバート/不明
- スターライトグリマー - ケリー・シェリダン/菊池こころ